# Blepisanis argenteosuturalis
Blepisanis argenteosuturalis là một loài bọ cánh cứng trong họ Cerambycidae.